# David Holzman's Diary
David Holzman's Diary é um mocumentário norte-americano de 1967, ou obra de metacinema, dirigido por James McBride e estrelado por L. M. Kit Carson. Um longa-metragem feito com um orçamento pequeno por vários dias, é um trabalho de ficção experimental apresentado como um documentário autobiográfico. "Um autorretrato de um personagem fictício em um lugar real - o Upper West Side de Nova York", o filme comenta sobre a personalidade e a vida de David Holzman, bem como sobre o cinema documental e o meio do cinematográfico em geral.